# Jilmar Tatto
Jilmar Augustinho Tatto (Corbélia, 25 de junho de 1965) é um historiador e político brasileiro, filiado ao Partido dos Trabalhadores (PT). É deputado federal por São Paulo.

## Biografia

### Infância
Nascido em Corbélia, no Paraná, Jilmar Tatto é o nono de uma família de dez filhos. Seu pai, Jácomo Tatto, agricultor, mudou-se com a família do Paraná para São Paulo, em 1978. É irmão dos também políticos Arselino, Ênio, Nilto e Jair Tatto, com reduto eleitoral na Capela do Socorro, zona Sul da cidade de São Paulo.Jilmar é divorciado, tendo sido casado por mais de 25 anos e tem 2 filhos.
Durante a Infância, tornou-se um dos coordenadores da Pastoral da Juventude na Região de Santo Amaro, atualmente Diocese.

### Trajetória Política
Filiado ao PT desde 1981, foi eleito presidente do diretório municipal paulistano, em 1995.
Participou do movimento estudantil fez parte da União Estadual de Estudantes (UEE/SP) e participou de diversos congressos da União Nacional de Estudantes (UNE). Formou-se em História e cursou Direito até o segundo ano.
Foi eleito deputado estadual em 1998.

#### Trabalho no Governo Marta Suplicy
No início da gestão de Marta Suplicy em São Paulo, em 2001, Tatto foi convidado a integrar a equipe de governo, sendo nomeado como Secretário Municipal do Abastecimento (SEMAB).
Em Janeiro de 2002, foi chamado para ser, Secretário da Implementação das Subprefeituras, criando-se as 31 Subprefeituras organizadas em distritos, com a aprovação da Lei n.º 13.399/2002.

##### Secretária de Transportes
Em 25 de novembro de 2002, assumiu a Secretária de Transportes, nesse período como Secretário dos Transportes foi concluída a licitação para selecionar as empresas responsáveis pelo transporte de passageiros na cidade.
Jilmar Tatto também implantou o Bilhete Único, durante sua estadia como secretário de transportes de São Paulo, trazendo a possibilidade de fazer quatro viagens, mas só pagando o valor de uma passagem no período de duas horas.

##### Pós Governo Marta Suplicy
Eleito deputado federal pelo PT em 2006, foi reeleito em 2010, com mais de 250 mil votos.
Durante a Administração de Fernando Haddad, foi convidado a assumir a Secretaria de Transportes de São Paulo.
Em 2014, não disputou eleição.
Foi candidato a senador por São Paulo em 2018, recebendo 6,00% dos votos.
Foi Candidato a Prefeitura de São Paulo em 2020, perdendo a eleição.
Foi eleito deputado federal pelo PT em 2022 com 157.843 votos.